# Achanak
Achanak (Nagle) to bollywoodzki dramat kryminalny z 1973 roku wyreżyserowany przez  Gulzara (Maachis, Hu Tu Tu), sławny z roli Vinoda Khanny. Reżyser mimo ryzyka rezygnacji z piosenek odniósł sukces Tematem tego filmu jest miłość, zdrada i śmierć. W centrum filmu znajdują się trzy relacje: małżeńska, między żołnierzem a ceniącym go dowódcą i między pacjentem a leczącymi go osobami. W filmie postawiono problem lekarza ratującego życie człowieka, które ma być za chwilę odebrane z powodu wyroku sądowego. Inspiracją do przedstawienia tej historii jest głośna sprawa sądowa oficera marynarki wojennej Nanavati, która w 1959 roku poruszyła serca wielu osób w Bombaju.

## Fabuła
Ranjeet Khanna (Vinod Khanna) to słynący z odwagi oficer armii indyjskiej. Żyje w dwóch światach. W jednym zabija, w drugim kocha. Wrogowie znają jego bezwzględność, żona Pushpa (Lily Chakraborty)  czułość i namiętność. Ale pewnego dnia te dwa światy przecinają się. Przyjechawszy do domu na nagłą przepustkę Ranjeet widzi żonę w ramionach swego przyjaciela Prakasha. Wstrząśnięty zabija oboje. Odpowiedzią na zdradę jest śmierć, w zadawaniu której szkolono go latami. Ceną za śmierć ma być kolejne odebrane życie. Ranjeet zostaje skazany na powieszenie. Sąd przychyla się jednak do jego ostatniej prośby. Ranjeet może odwiedzić dom, w którym chce się pomodlić za duszę ukochanej żony. W trakcie tej podróży ucieka.

## Obsada
| postać               | gra              |
| -------------------- | ---------------- |
| Major Ranjeet Khanna | Vinod Khanna     |
| Dr Chaudhary         | Om Shivpuri      |
| p. Pushpa Khanna     | Lily Chakravarty |
| pielęgniarka Radha   | Farida Jalal     |